# Sewerynówka (Szczawnica)
Sewerynówka – polana w Paśmie Radziejowej w Beskidzie Sądeckim i część miasta Szczawnicy w województwie małopolskim, w powiecie nowotarskim. Znajduje się zaraz powyżej ujścia potoku Pod Górami do potoku Sopotnickiego. Do osiedla Sewerynówka należy także druga polana o nazwie Koszarzysko.
Nazwa polany i osiedla Sewerynówka pochodzą od imienia hrabiego Seweryna Fredry – brata Aleksandra Fredro. Obydwaj niemal co roku bywali w Szczawnicy. Zarząd kąpielisk w Szczawnicy przy drodze wzdłuż potoku Sopotnickiego wybudował dom o kształcie świątyni, któremu nadał nazwę „Sewerynka”. Dom ten już nie istnieje, ale pozostała po nim nazwa tego terenu.
W dolnej części Sewerynówki znajduje się na potoku Sopotnickim wodospad Zaskalnik, a w jego pobliżu karczma „Czarda”. Działała on już w XIX wieku, wówczas pod węgierską nazwą „Csárda”. Po II wojnie światowej jej drewniany budynek został rozebrany, przeniesiony na drugą stronę potoku i zamieniony na siedzibę Ochotniczej Straży Pożarnej. Obecnie karczma znajduje się w innym, nowym budynku. W górnej części Sewerynówki znajduje się Kaplica na Sewerynówce. Na Sewerynówce znajduje się także leśniczówka, ujęcie wody dla miasta Szczawnica i Dom Pienińskiego Oddziału Związku Podhalan.
Przez Sewerynówkę do Kaplicy na Sewerynówce biegnie asfaltowa droga. Przy kaplicy rozgałęzia się na dwie utwardzone, ale nieasfaltowe drogi. Jedną z nich biegnie szlak turystyczny na Prehybę, druga prowadzi przez polany Haligonowa, Zbusiówki i Młaczki na przełęcz Przysłop.

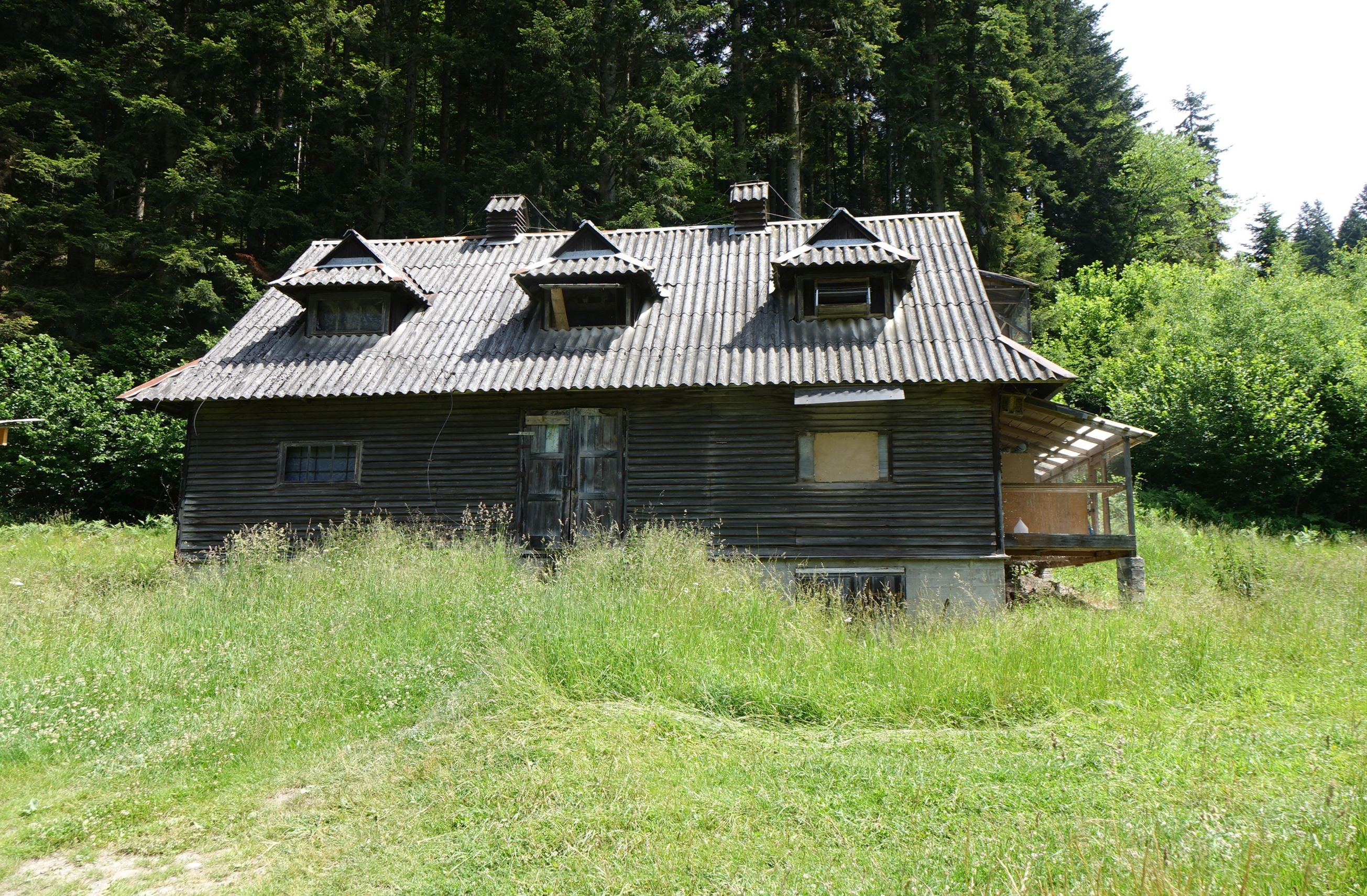
Jeden z domów na Sewerynówce
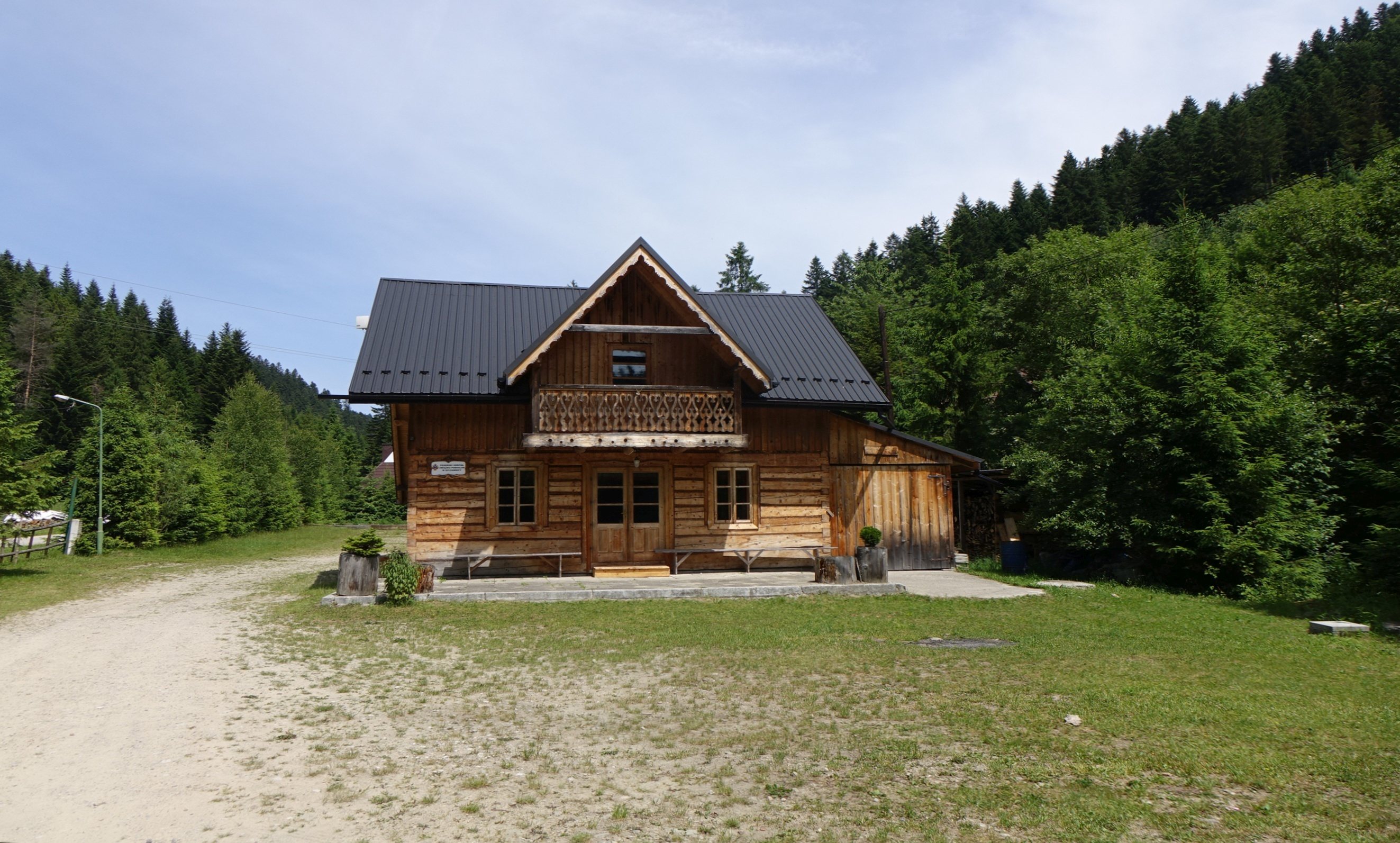
Dom Pienińskiego Oddziału Związku Podhalan
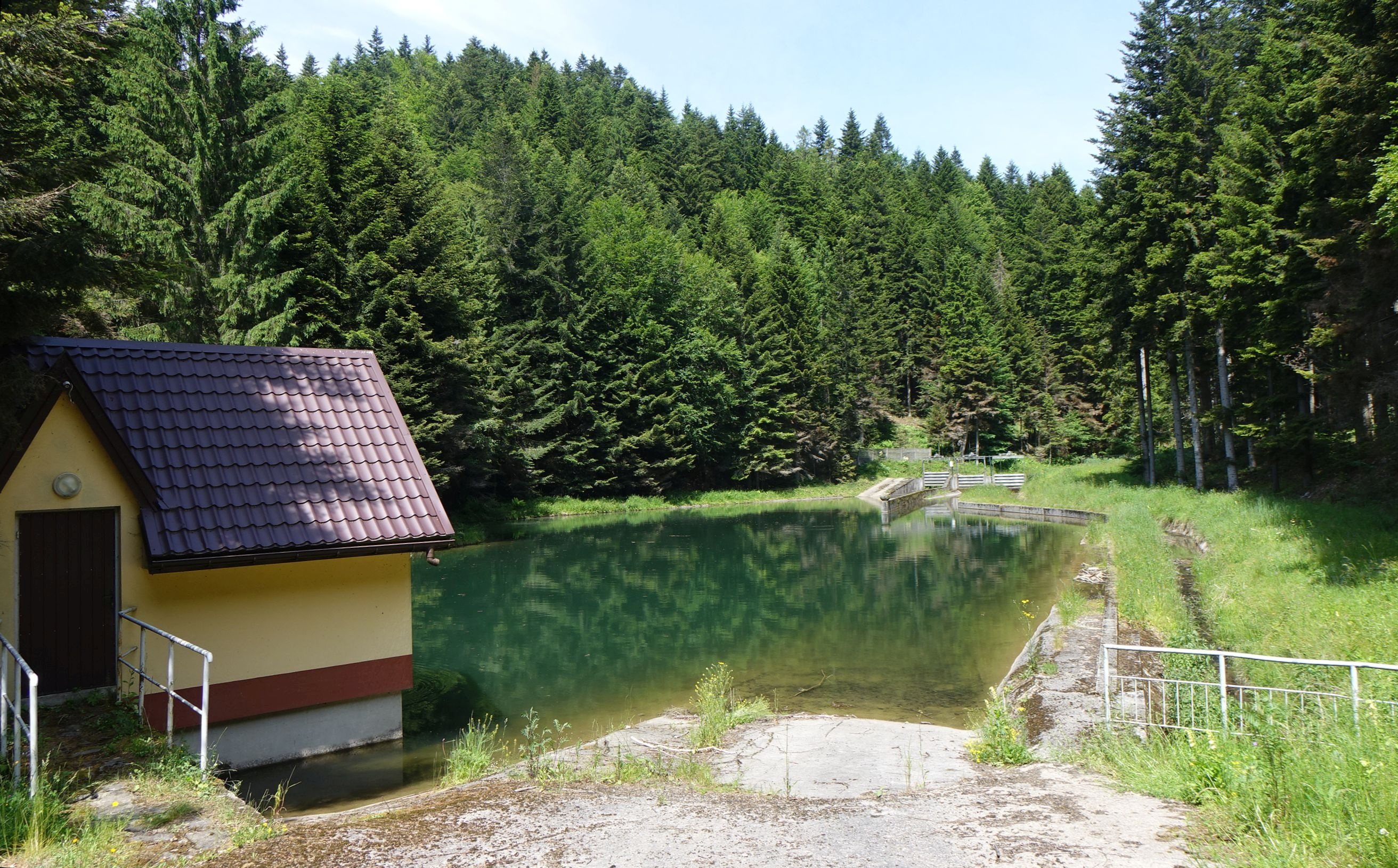
Ujęcie wody dla Szczawnicy

## Sanatorium na Sewerynówce
W 1922 r. Związek Nauczycielstwa Polskiego wykupił na Sewrynówce od ówczesnego właściciela Adama Stadnickiego część terenu, na której wybudował niewielkie sanatorium dla nauczycieli i katechetów chorych na astmę. Ponieważ było one znacznie oddalone od zabudowanych terenów, wybudowano też kaplicę mszalną. Podczas II wojny światowej w sanatorium mieszkali robotnicy leśni, a czasami także stacjonujący w lasach Beskidu Sądeckiego partyzanci. W 1944 r. budynek częściowo spłonął podczas pożaru, po wojnie uległ dalszej dewastacji. W 1962 r. odbudowano go, lecz tuż przed otwarciem spłonął.

## Szlaki turystyczne
pieszy: Szczawnica – Koszarzysko – Sewerynówka – Prehyba. Czas przejścia 3 h, ↓ 2:25 h
 pieszy: Koszarzysko – Bacówka pod Bereśnikiem
 rowerowy drogą wzdłuż potoku Sopotnickiego na przełęcz Przysłop i dalej.